# Zapadînți, Lohvîțea
Zapadînți (în ucraineană Западинці) este un sat în comuna Harkivți din raionul Lohvîțea, regiunea Poltava, Ucraina.

## Demografie
Componența lingvistică a localității Zapadînți
     Ucraineană (95,53%)
     Rusă (2,41%)
     Română (1,37%)
     Alte limbi (0,69%)
Conform recensământului din 2001, majoritatea populației localității Zapadînți era vorbitoare de ucraineană (95,53%), existând în minoritate și vorbitori de rusă (2,41%) și română (1,37%).